# Rozpinadło

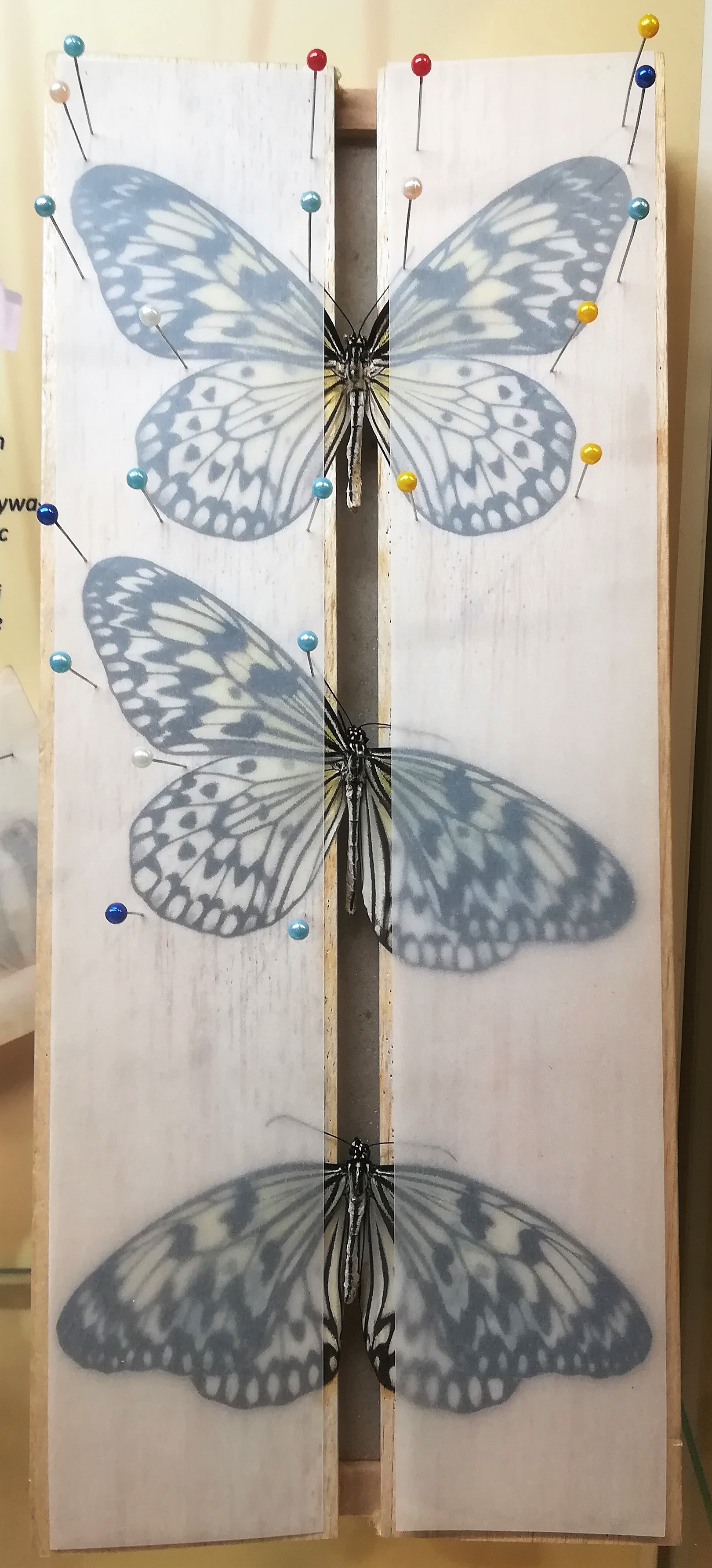
Rozpinadło w Muzeum Motyli w Łebie

Rozpinadło – narzędzie entomologiczne służące do uformowania ostatecznego kształtu wypreparowanego okazu, zwłaszcza lepidopterologicznego, czyli motyla.
Rozpinadła mają formę dwóch równych deseczek o wyniesionych brzegach. Wykonuje się je najczęściej z miękkiego drewna, np. lipy, olchy, topoli, czy osiki lub ze styropianu, często własnoręcznie przez kolekcjonerów. Miękki materiał ułatwia wbijanie weń szpilek preparacyjnych. Przez środek rozpinadła przechodzi korkowa rynienka o regulowanej szerokości, którą można dostosować do rozmiaru tułowia preparowanego (rozpinanego) owada. Skrzydła owadów dociska się do rozpinadła paskami z pergaminu lub kalki technicznej. 